# Keeper of the Seven Keys, Pt. 2
| Đánh giá chuyên môn | Đánh giá chuyên môn |
| Nguồn đánh giá      | Nguồn đánh giá      |
| Nguồn               | Đánh giá            |
| ------------------- | ------------------- |
| Allmusic            | [ 1 ]               |
| Sputnikmusic        | [ 2 ]               |

Keeper of the Seven Keys Part 2 là album phòng thu thứ ba của ban nhạc power metal đến từ Đức Helloween, phát hành năm 1988. Album phát hành sau sự thành công của album trước, Keeper of the Seven Keys Part 1. Thành công đến với ban nhạc trên toàn châu Âu, châu Á và cả Mỹ. Album đạt giải Vàng ở Đức  và đạt vị trí #108 ở Mỹ.
Hai ca khúc trong album được phát hành dưới dạng single, "Dr. Stein" và "I Want Out". "I Want Out" là một trong những ca khúc thành công nhất của Helloween, đã được nhiều ban nhạc khác cover lại như Gamma Ray, Unisonic, HammerFall, LORD và Sonata Arctica. Ca khúc được viết bởi Kai Hansen, có tin đồn cho rằng ca khúc này nói về cảm nghĩ của Hansen lúc đó về Helloween (Hansen sau này đã rời Helloween trong tour diễn Keeper). . Ca khúc chủ đề, Keeper of the Seven Keys là bài hát dài nhất album. Một ca khúc rất nổi tiếng khác, "Eagle Fly Free", do Michael Weikath viết, cũng như "I Want Out" của Hansen, được một số ban nhạc khác như Vision Divine và Bassinvaders cover lại.

## Danh sách bài hát
| STT | Nhan đề                    | Sáng tác | Thời lượng |
| --- | -------------------------- | -------- | ---------- |
| 1.  | "Invitation"               | Weikath  | 1:06       |
| 2.  | "Eagle Fly Free"           | Weikath  | 5:08       |
| 3.  | "You Always Walk Alone"    | Kiske    | 5:08       |
| 4.  | "Rise and Fall"            | Weikath  | 4:22       |
| 5.  | "Dr. Stein"                | Weikath  | 5:03       |
| 6.  | "We Got the Right"         | Kiske    | 5:07       |
| 7.  | "March of Time"            | Hansen   | 5:13       |
| 8.  | "I Want Out"               | Hansen   | 4:39       |
| 9.  | "Keeper of the Seven Keys" | Weikath  | 13:38      |
| 10. | "Save Us"                  | Hansen   | 5:15       |

- Ca khúc "Save Us" chỉ xuất hiện trong đĩa của hãng NOISE phát hành sau này ở vị trí số 7, không xuất hiện trong album gốc.

| Bonus tracks | Bonus tracks                       | Bonus tracks | Bonus tracks |
| STT          | Nhan đề                            | Sáng tác     | Thời lượng   |
| ------------ | ---------------------------------- | ------------ | ------------ |
| 1.           | "Savage"                           | Kiske        | 3:25         |
| 2.           | "Livin' Ain't No Crime"            | Weikath      | 4:42         |
| 3.           | "Don't Run for Cover"              | Kiske        | 4:45         |
| 4.           | "Dr Stein (Remix)"                 | Weikath      | 5:05         |
| 5.           | "Keeper of the Seven Keys (Remix)" | Weikath      | 13:52        |

- Track 1 và 2 cũng xuất hiện trong single "Dr. Stein".
- Track 3 xuất hiện trong single "I Want Out".
- Track 4 và 5 xuất hiện trong tuyển tập Treasure Chest

## Sản xuất

### Helloween
- Michael Kiske - Hát chính
- Kai Hansen - Guitar
- Michael Weikath - Guitar, keyboards
- Markus Grosskopf - bass guitar, fretless bass trong "Eagle Fly Free"
- Ingo Schwichtenberg - Trống

### Khác
- Thiết kế bởi Tommy Hansen và Tommy Newton
- Mixed bởi Tommy Newton cho "I Got Confused Productions"

## Xếp hạng
Album - Billboard (Bắc Mỹ)
| Năm  | Bảng xếp hạng     | Vị trí |
| ---- | ----------------- | ------ |
| 1988 | The Billboard 200 | 108    |